# Viton 44
Viton 44 Indústria, Comércio e Exportação de Alimentos LTDA, conhecida como Viton 44, é uma empresa brasileira responsável pela fabricação e venda de bebidas engarrafadas. Está sediada no bairro da Gardênia Azul, na cidade do Rio de Janeiro.
A empresa é criadora de diversas marcas de bebidas conhecidas, principalmente no Estado do Rio de Janeiro, mas também em outras partes do Brasil, tais como o Guaravita (sua principal marca), e o Guaraviton. Em 2014, produzia 1,44 milhão de copos de Guaravita e 300 mil garrafas de Guaraviton por dia. Possui duas fábricas, uma junto à sua sede, e outra em Ribeirão Preto.

## História
A empresa foi criada em 1998 pelo empresário Neville Proa, que já havia deixado de ser oficial do exército em 1984, aberto um estande de tiro em 1989, antes de finalmente abrir fábrica de bebidas.
Seu CNPJ foi regularizado apenas em 2006.
A partir de 2011, a empresa começou a investir em patrocínios a clubes de futebol, a começar pelo Botafogo Futebol e Regatas. Desde então, durante a década de 2010, consolidou-se no mercado, de modo que as marcas Guaravita e Guaraviton tornaram-se as mais consumidas nas praias cariocas. Em 2015, patrocinava três dos quatro grandes clubes de futebol da cidade, a saber, o Botafogo, o Fluminense e o Flamengo, num valor de patrocínio que chegava aos R$ 30 milhões. Àquela altura, comercializava 40 milhões de copos e garrafas de bebida por mês. Ainda naquele ano, fecharia contrato de patrocínio também com o Clube de Regatas Vasco da Gama.
Em meados de 2015, no entanto, a empresa já dava sinais de que deixaria de investir no futebol.

## Marcas

### Guaravita
É uma bebida natural feita à base de extrato de guaraná, água e açúcar. Fabricada também em versão dietética, não contém glúten. Seus ingredientes são água, açúcar, corante INS 150 c,  acidulante ácido cítrico INS 330, conservante benzoato de sódio INS 211 e antioxidante ácido ascórbico INS 300.
Cada porção de 200 ml, ou seja, um copo, possui 72 kcal (302 KJ), 18 g de Carboidratos e 2,81 mg de Sódio.

### Guaraviton
É uma bebida à base de guaraná, assim como o Guaravita, com extratos de outros frutos e ervas brasileiras. Possui os sabores Ginseng, Catuaba, Açaí e Zero.

### Guara Gay
Esta marca foi criada em 2009 pela empresa, tendo o mesmo sabor do Guaravita, porém, com um rótulo próprio.

### Hula-Hula
Uma bebida semelhante ao Guaravita. Ambas chegaram a co-existir no início da década de 2010, mas posteriormente a marca Hula-Hula acabou descontinuada.

### Outras marcas
- Persona (Água Mineral)[13]
- Carioquinha[13]
- Ginga Sport[13]
- Hulalá[13]

## Concorrentes
No Rio de Janeiro, os principais concorrentes da Viton 44 a Coca-Cola e a Ambev. No entanto, mais especificamente no setor de sucos naturais, a Viton atualmente enfrenta também a concorrência do Guaracamp.